# Tấn công Tòa án Tối cao Venezuela 2017
Vào hôm thứ ba, ngày 27 tháng 6 năm 2017, một máy bay trực thăng của cảnh sát Venezuela đã bắn lựu đạn vào trụ sở Tòa án Tối cao, trong đó tổng thống Nicolas Maduro gọi đây là cuộc tấn công của những kẻ "khủng bố" đang tìm kiếm một cuộc đảo chính.
Trực thăng đã bắn 15 phát lựu đạn vào Bộ Nội vụ, nơi nhiều người đang tham gia một sự kiện công công, và 4 phát vào trụ sở tòa án, nơi các quan tòa đang họp.
Tuy nhiên, không có báo cáo về thương tích.
Theo chính quyền Venezuela, phi công lái chiếc máy bay là Osca Perez, người tự tuyên bố chống lại Maduro.
Không thể xác định có bao nhiêu người hỗ trợ cho Perez. Họ đã không thể lật đổ chính phủ.
Trước đó, Perez nói trong một video trên tài khoản Instagram của Perez rằng ông đại diện cho một liên minh các viên chức quân đội, cảnh sát và dân sự phản đối chính phủ "tội phạm", kêu gọi Maduro từ chức và kêu gọi tổ chức tổng tuyển cử. "Cuộc chiến này là... chống lại chính phủ hèn hạ, chống lại sự chuyên chế", ông nói.
Các nhân chứng đã báo cáo một số vụ nổ tại trung tâm thành phố Caracas, nơi có Tòa án Tối cao, dinh tổng thống và các tòa nhà chính phủ quan trọng khác.
Những người chống lại Maduro xem bộ nội vụ là pháo đài của sự đàn áp và cũng ghét tòa án tối cao do các phán quyết của nó luôn củng cố quyền lực của tổng thống.

## Vụ việc
Trong video được lan truyền trên các phương tiện truyền thông xã hội, một người đang lái máy bay khi đang cầm biểu ngữ "Liberty" (tiếng Tây Ban Nha: "Tự do"). Vụ việc chỉ xảy ra vài giờ sau khi ông Maduro cảnh báo rằng ông và những người ủng hộ ông sẵn sàng sử dụng vũ lực nếu chính phủ của ông bị lật đổ bởi "các lực lượng không dân chủ".
Perez tuyên bố không có liên kết chính trị. Trong một đoạn video thứ hai, ông chỉ vào một dải băng màu tím gắn trên cánh tay trái của mình và nói sự trung thành của ông là "sự thật và với Chúa Kitô" Theo thông tin trên Instagram của mình, Perez là một điều tra viên, phi công.
Maduro, phát biểu trên đài truyền hình quốc gia, nói rằng lựu đạn không nổ và các lực lượng đặc biệt Venezuela đang tìm kiếm "kẻ khủng bố" đằng sau vụ tấn công.
Maduro nói thêm: "Tôi yêu cầu rằng liên minh đối lập (MUD) lên án vụ tấn công đảo chính này... Nó có thể đã gây ra thảm kịch với hàng chục người chết và bị thương".

## Bối cảnh
Sau cái chết của Tổng thống Hugo Chávez, Venezuela phải đối mặt với một cuộc khủng hoảng kinh tế xã hội trầm trọng trong suốt nhiệm kỳ của người kế nhiệm Nicolás Maduro, do chính sách của Chávez và sự tiếp tục chính sách này của Maduro. Do bạo lực đô thị ở mức cao, lạm phát và tình trạng thiếu hụt nghiêm trọng hàng hoá cơ bản do các chính sách kinh tế như kiểm soát giá cả nghiêm ngặt, cuộc nổi dậy dân sự ở Venezuela lên tới các cuộc biểu tình 2014- 17., nhằm phản ứng với các chính sách kinh tế như kiểm soát giá cả chặt chẽ. Các cuộc biểu tình xảy ra qua nhiều năm, với các cuộc biểu tình xảy ra ở các mức độ khác nhau tùy thuộc vào các cuộc khủng hoảng mà người Venezuel đang phải đối mặt vào thời điểm đó và mức độ nhận thức về mối đe dọa bị chính quyền đàn áp.
Sự bất mãn với chính phủ Bolivar đã chứng kiến phe đối lập được bầu để chiếm đa số trong Quốc hội lần đầu tiên kể từ năm 1999 sau cuộc bầu cử quốc hội năm 2015. Theo kết quả của cuộc bầu cử đó, Quốc hội vịt què  bao gồm các viên chức Bôlivia đã chiếm toàn bộ TSJ với các đồng minh của họ. Vào đầu năm 2016, TSJ cho rằng bỏ phiếu bất thường đã xảy ra trong cuộc bầu cử quốc hội năm 2015 và tước bốn nhà làm luật về ghế của họ, ngăn cản một sự đa dạng đối lập trong Quốc hội mà có thể thách thức Tổng thống Maduro. Tòa án TSJ sau đó đã bắt đầu chấp thuận cho nhiều hành động do Maduro thực hiện và cấp cho ông nhiều quyền hạn hơn.
Sau nhiều năm khủng hoảng, phe đối lập Venezuela tiếp tục trưng cầu dân ý với Tổng thống Maduro, đưa ra kiến nghị lên CNE vào ngày 2 tháng 5 năm 2016. Vào tháng 8 năm 2016, động lực khôi phục lại Tổng thống Maduro dường như đang tiến triển, với việc CNE ấn định ngày cho giai đoạn thứ hai của việc thu thập chữ ký, mặc dù nó đã làm lịch trình vất vả, kéo dài tiến trình vào năm 2017 khiến cho phe đối lập không thể kích hoạt Cuộc bầu cử tổng thống mới. Vào ngày 21 tháng 10 năm 2016, CNE đã đình chỉ trưng cầu dân ý chỉ vài ngày trước khi các cuộc họp sơ bộ bắt đầu được tổ chức. CNE đổ lỗi cho lý do gian lận cử tri như một lý do để hủy bỏ trưng cầu dân ý. Các nhà quan sát quốc tế đã chỉ trích động thái này, nói rằng quyết định của CNE đã làm cho Maduro trông như thể ông đang tìm cách cai trị như một nhà độc tài.
Vài ngày sau khi phong trào rút quân bị hủy bỏ, 1.2 triệu người Venezuelan đã biểu tình chống lại động thái này, yêu cầu Tổng thống Maduro phải rời khỏi chức vụ, trong khi các cuộc biểu tình ở Caracas vẫn bình tĩnh, trong khi các cuộc biểu tình ở các tiểu bang khác gây xung đột giữa người biểu tình và chính quyền, khiến một cảnh sát thiệt mạng, 120 người bị thương và 147 bị bắt. Ngày hôm đó, phe đối lập đã trao cho Tổng thống Maduro một hạn chót vào ngày 3 tháng 11 năm 2016 để tổ chức các cuộc bầu cử, với nhà lãnh đạo phe đối lập Henrique Capriles tuyên bố: "Hôm nay chúng ta đang đưa ra một thời hạn cho chính phủ, tôi nói với kẻ hèn nhát đang ở Miraflores... vào ngày 3 tháng 11 người dân Venezuela đến Caracas bởi vì chúng ta sẽ đến Miraflores ".
Ngày sau ngày 1 tháng 11 năm 2016, Chủ tịch Quốc hội và nhà lãnh đạo phe đối lập Henry Ramos Allup đã tuyên bố hủy bỏ cuộc diễu hành ngày 3 tháng 11 tới cung điện tổng thống Miraflores, với sự đối thoại giữa phe đối lập và chính phủ Vatican bắt đầu. Vào ngày 7 tháng 12 năm 2016, cuộc đối thoại chấm dứt giữa hai bên và hai tháng sau đó vào ngày 13 tháng 1 năm 2017 sau khi các cuộc đàm phán bị đình trệ, Vatican đã chính thức rút khỏi cuộc đối thoại. Các cuộc phản kháng khác nhỏ hơn nhiều do sợ bị đàn áp, với phe đối lập tổ chức các cuộc biểu tình bất ngờ thay vì những cuộc tuần hành quần chúng.
Các hành động khác của Tổng thống Maduro và các quan chức Bolivia của ông bao gồm một cuộc họp vào ngày 7 tháng 2 năm 2017 thông báo việc thành lập Phái đoàn Công lý Xã hội Chủ nghĩa Xanh với mục tiêu thiết lập "một liên minh lớn giữa ba cường quốc, tư pháp, công dân và nhà quản lý" Với Maduro nói rằng "chúng ta đã may mắn được chứng kiến sức mạnh tư pháp đang phát triển và hoàn thiện như thế nào, mang theo một học thuyết hoàn chỉnh với bản hiến pháp năm 1999" trong khi tuyên bố rằng Quốc hội đối lập dẫn dắt "nắm quyền không dành cho đa số Nhân dân, nhưng cho chính họ ".